# اچ‌ام‌اس مینوتور (۱۸۱۶)
اچ‌ام‌اس مینوتور (۱۸۱۶) (به انگلیسی: HMS Minotaur (1816)) یک کشتی بود که طول آن ۱۶۹ فوت ۶ اینچ (۵۱٫۶۶ متر) بود. این کشتی در سال ۱۸۱۶ ساخته شد.